# Alan Hugaev
Alan Hugaev (n. 27 aprilie 1989, Ordjonikidze, RSFS Rusă, URSS) este un luptător ce a reprezentat Rusia, medaliat olimpic. A participat la o ediție a Jocurilor Olimpice (2012) în care a câștigat o medalie de aur.